# Casablanca (Uruguay)
Casablanca ist eine Ortschaft in Uruguay.

## Geographie
Sie befindet sich auf dem Gebiet des Departamento Paysandú in dessen Sektor 1. Casablanca liegt flussabwärts der Departamento-Hauptstadt Paysandú am Ufer des Río Uruguay gegenüber der Isla Almirón. Nordwestlich befindet sich zudem San Félix nördlich des dort verlaufenden Arroyo Juan Santos. Südlich des Ortes fließt der Cañada de los Cerros.

## Einwohner
Für Casablanca wurden bei der Volkszählung im Jahr 2004 390 Einwohner registriert.
| Jahr | Einwohner |
| ---- | --------- |
| 1963 | 439       |
| 1975 | 419       |
| 1985 | 281       |
| 1996 | 400       |
| 2004 | 390       |

Quelle: Instituto Nacional de Estadística de Uruguay

## Söhne und Töchter des Ortes
- Elías Figueroa (* 1988), Fußballspieler
- Juan Mujica (1943–2016), Fußballspieler und -trainer